# L. Ron Hubbard

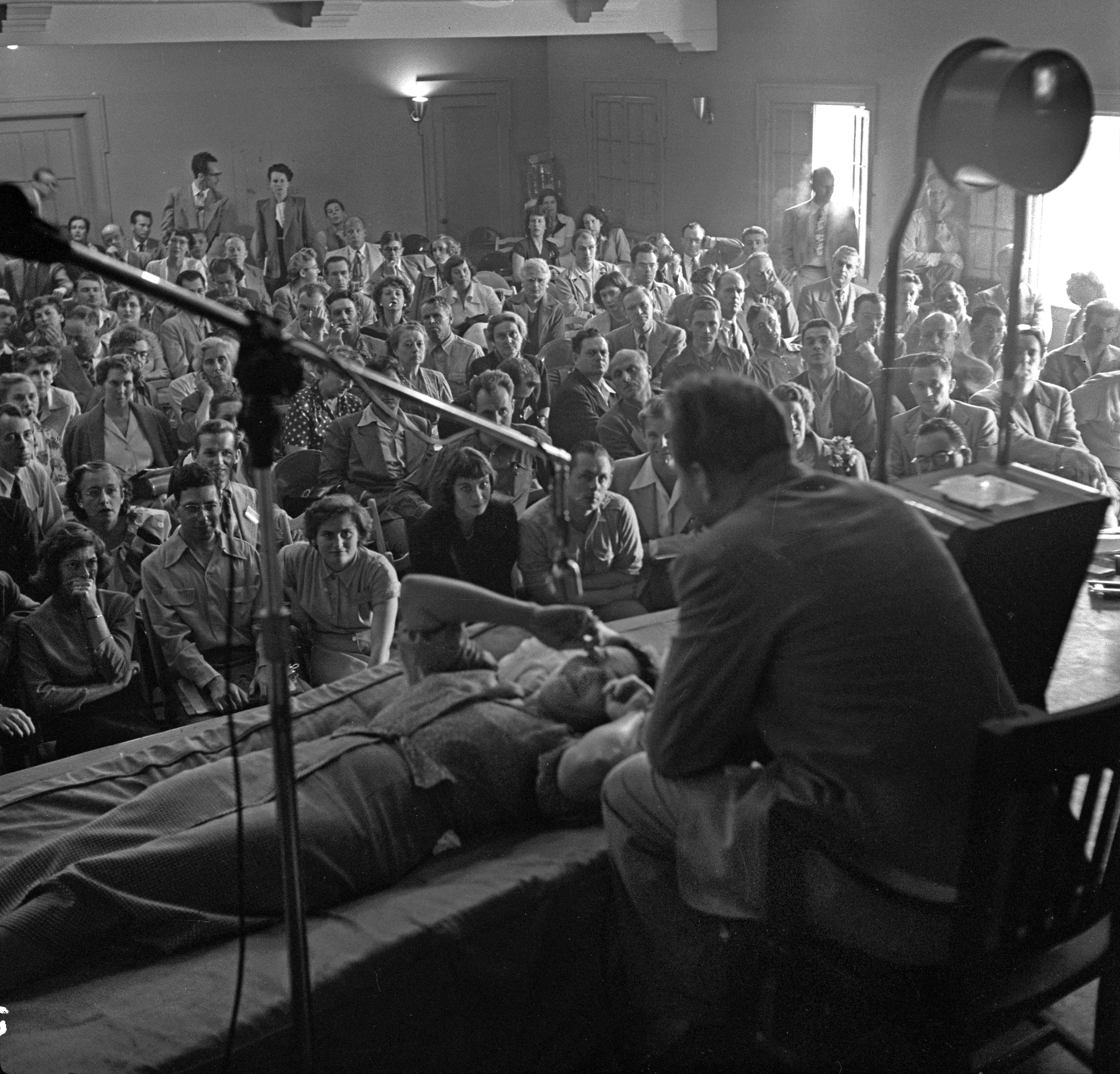
L. Ron Hubbard leder ett seminarium i Los Angeles 1950.

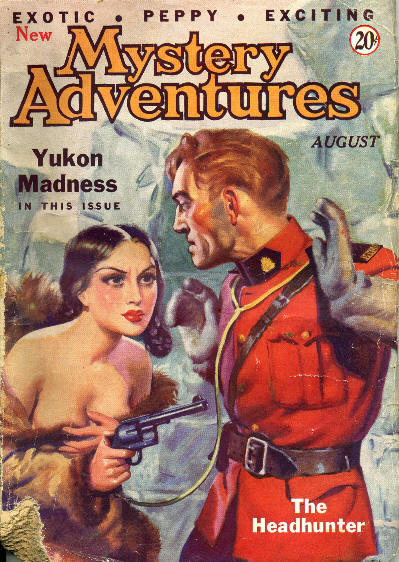
Yukon Madness publicerad 1935 i New Mystery Adventures.

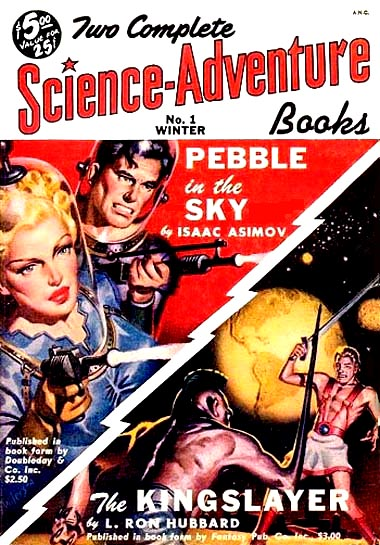
The Kingslayer publicerad i Science-Adventure 1950.

Lafayette Ronald Hubbard, mer känd som L. Ron Hubbard, född 13 mars 1911 i Tilden, Nebraska, död 24 januari 1986 i Creston, San Luis Obispo County, Kalifornien, var en amerikansk författare av magasinsnoveller inom äventyr, western och science fiction – så kallad pulp fiction. Han grundade senare scientologirörelsen.
År 1950 utvecklade Hubbard vad han kallade dianetik i boken Dianetics: The Modern Science of Mental Health. Den byggde på alternativmedicin som Hubbard ansåg vara revolutionerande. Med dianetiken ansåg han sig kunna förklara bland annat människans, existensens och sjukdomarnas uppkomst. Gradvis vidareutvecklade Hubbard dianetiken till scientologirörelsen, utformad och utvecklad efter Hubbards regler.

## Biografi
Hubbard föddes 1911 i Tilden, Nebraska. Hans mor, Ledora May Waterbury, var lärare på high school. Hans far, Harry Ross Hubbard, var militär inom flottan. Hubbard var enda barnet.
Under en tid var Hubbard medlem i ett hemligt brödraskap tillsammans med Jack Parsons, som var god vän med ockultisten och svartmagikern Aleister Crowley. Parsons var imponerad av Hubbard och skrev brev till Crowley om honom. Hubbard påstod senare att han var med i Parsons organisation på uppdrag av flottan för att förgöra den.
Många detaljer från Hubbards liv är oklara, då uppgifter som spridits inom scientologirörelsen eller från honom själv ibland är svåra att verifiera, eller bevisligen överdrivna eller osanna, såsom påståendet om att han var kärnfysiker. Den danske religionshistorikern Mikael Rothstein har beskrivit Scientologin som en rörelse centrerad kring Hubbard, vars liv mytologiserats likt andra religionsgrundares. Hubbard beskrivs i scientologernas publikationer som expert inom ett flertal olika fält, såsom fotograf, kompositör, vetenskapsman, upptäcktsresande, äventyrare, navigatör, poet, filosof, människorättskämpe och mycket annat. Scientologirörelsens förlag har gett ut ett uppslagsverk i 16 volymer om Hubbards liv och gärning.
Under slutet av 1930-talet och början av 1940-talet var Hubbard en ovanligt produktiv författare vars många noveller och kortromaner publicerades i olika pulp-tidskrifter som var populära vid den här tiden. Mellan början av 1950-talet och början av 1980-talet skrev han nästan uteslutande scientologi-material. Author Services, som äger rättigheterna till alla Hubbards texter, driver nu flera olika förlag som enbart publicerar hans material. Bridge Publications och New Era Publications ger ut scientologimaterial, medan Galaxy Press publicerar skönlitterärt material. I november 2006 utnämnde Guinness rekordbok Hubbard till den mest publicerade och översatta författaren med 1 084 verk översatta till 71 språk. Hubbard grundade 1980 författartävlingen Writers of the Future.

### De sista åren
1982 publicerades hans runt 1000 sidor långa bok Battlefield Earth och några år senare publicerades Mission Earth i tio volymer på sammanlagt runt 4 000 sidor. Hubbard och hans förlag har anklagats för att manipulera försäljningssiffrorna genom att låta scientologirörelsens anhängare köpa upp stora kvantiteter av böckerna ,.
Trots att han vid denna tid hävdade att han helt lämnat över kontrollen över scientologirörelsen, erhöll Hubbard inkomster från rörelsens företag. Forbes magazine uppskattade att hans inkomst fram till 1982 översteg 200 miljoner dollar.
Hubbard blev mer och mer avskärmad från omvärlden mot slutet av sitt liv. 1982 hade hans son L. Ron Hubbard Jr. alias Ronald DeWolf spekulerat i huruvida fadern fortfarande var i livet, och försökte via en rättsprocess få hand om dennes kvarlåtenskap eftersom han hävdade att Hubbard var antingen död eller mentalt inkompetent att ta hand om sina egna affärer . Hubbard var dock vid liv men sista tiden hade han i princip bara kontakt med Pat och Annie Broeker. När Hubbard dog på sin ranch 24 januari 1986 hette det att han hade fått slaganfall. Han hade då inte gjort några offentliga framträdanden på fem år. Advokater för Scientologirörelsen dök upp för att göra anspråk på kroppen, vilken de ansåg borde kremeras omedelbart. De hindrades av rättsläkaren i San Luis Obispo county, vars obduktion avslöjade höga nivåer av hydroxizin. Denna drog används ibland som medel mot allergi eller antikräkmedel, men påverkar även hjärnan (vilket innebär att den ogillades, eller till och med var förbjuden, enligt scientologiläran).
Scientologirörelsen kungjorde att Hubbard avsiktligt hade "övergivit kroppen" för att företa en "andligt sökande på en högre nivå", fri från dödliga begränsningar. Efter hans död tog David Miscavige kontroll över Scientologirörelsen genom Religious Technology Center (RTC). "L. Ron Hubbard" är numera ett varumärke som ägs av RTC.

## Kontroversiella episoder
Hubbards liv var fullt av kontroversiella episoder, precis som scientologins historia. Hans son Ronald DeWolf, påstod år 1983 att "99% av vad min far någonsin skrev eller sa om sig själv är helt osant".
En del dokument skrivna av Hubbard tyder på att han betraktade scientologi som en affärsrörelse och inte som en religion. I ett brev daterat 10 april 1953 säger han att det skulle vara mer praktiskt och lukrativt att driva scientologi som en religion än som en psykoterapi.
I ett officiellt policybrev från 1962 skrev Hubbard att "Scientologi 1970 planeras som en världsomspännande religiös organisation. Detta kommer inte på något sätt påverka de vanliga aktiviterna inom någon organisation. Det är bara en angelägenhet för revisorer och advokater". En artikel i Det bästa i juli 1980 citerade Hubbard: "Att skriva för en penny per ord är löjligt. Om en man verkligen vill bli dollarmiljonär, gör han bäst i att starta sin egen religion.
Enligt boken The Visual Encyclopedia of Science Fiction (redigerad av Brian Ash, utgiven på förlaget Harmony Books 1977)
"... började [Hubbard] göra uttalandet som gick ut på att alla författare som verkligen önskade tjäna pengar, borde sluta skriva och skapa [en] religion, eller hitta på en ny psykiatrisk metod. Författaren Harlan Ellisons version (i den engelska tidningen Time Out, nummer 332) är att Hubbard anses ha sagt 'Jag ska uppfinna en religion som kommer att göra mig rik. Jag är trött på att skriva för en penny per ord' till John W. Campbell. Science fiction-krönikören Sam Moskowitz har sagt att han själv hörde Hubbard göra liknande uttalanden, men det finns inga direkta bevis."
I en intervju från 1983, sa sonen Ronald DeWolf att "enligt honom och hans mor" var han ett resultat av en misslyckad abort och att han kommer ihåg att han som sexåring såg fadern utföra en abort på hans mor med en klädgalge. I samma intervju sade han att "scientologi är en makt-och-penga-och-underrättelse-insamlande spel" och han påstod att fadern "bara var intresserad av pengar, sex, sprit och droger".